# Landstuhl

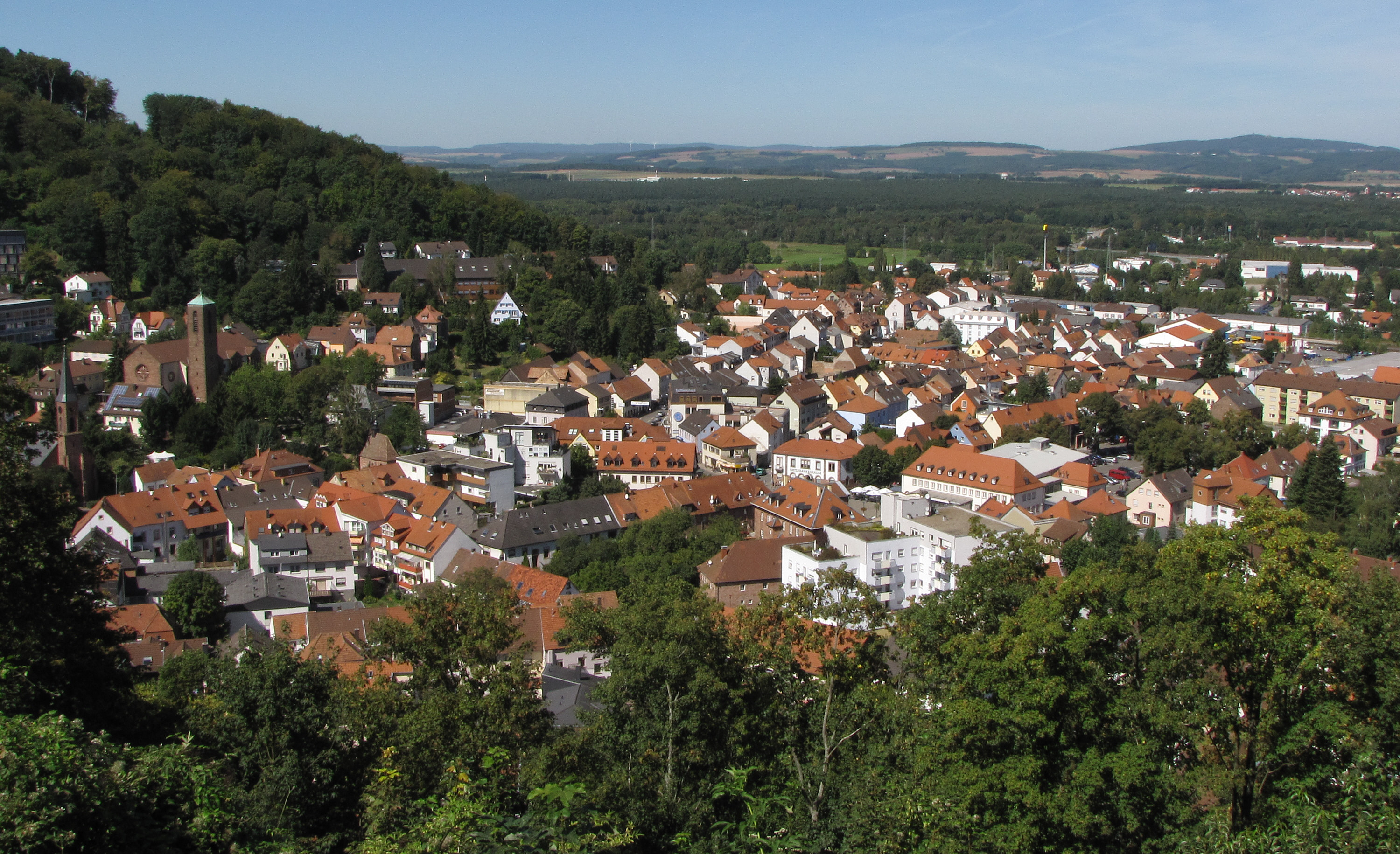
Blick von der Burg Nanstein auf Landstuhl

Die Sickingenstadt Landstuhl ist der Verwaltungssitz der Verbandsgemeinde Landstuhl und die bevölkerungsreichste Stadt im Landkreis Kaiserslautern in Rheinland-Pfalz. Landstuhl ist ein staatlich anerkannter Erholungsort und gemäß Landesplanung als Mittelzentrum ausgewiesen.

## Geographie

### Lage
Landstuhl liegt an der Sickinger Stufe, die zwei unterschiedliche Naturräume verbindet, im Norden die – überwiegend trockengelegte – Westpfälzische Moorniederung und im Süden die Sickinger Höhe. Es liegt im Taleinschnitt des Hembachs, der über den Mohrbach zum Glan entwässert. Im Süden des Stadtgebiets erheben sich der 462 Meter hohe Kahlenberg und der 453 Meter hohe Hörnchenberg.
Die nächsten größeren Städte sind:
| Stadt                 | Entfernung  | Richtung     |
| --------------------- | ----------- | ------------ |
| Kaiserslautern        | etwa 20 km  | östlich      |
| Homburg               | etwa 20 km  | westlich     |
| Pirmasens             | etwa 33 km  | südlich      |
| Zweibrücken           | etwa 40 km  | südwestlich  |
| Saarbrücken           | etwa 50 km  | westlich     |
| Ludwigshafen am Rhein | etwa 80 km  | östlich      |
| Mannheim              | etwa 82 km  | östlich      |
| Mainz                 | etwa 95 km  | nordöstlich  |
| Trier                 | etwa 100 km | nordwestlich |

### Nachbargemeinden
Die Stadt grenzt im Uhrzeigersinn im Norden beginnend an die Stadt Ramstein-Miesenbach, im Nordosten an Kindsbach, im Südosten an Bann, im Süden an Oberarnbach, im Südwesten an Mittelbrunn, im Westen an Langwieden und an Hauptstuhl.

### Stadtgliederung
Die einzelnen Stadtteile sowie Ortsbezirke sind mit amtlichen Nummern gekennzeichnet.
| Amtl. Num.         | Kernstadt          | Einwohner |
| ------------------ | ------------------ | --------- |
| 01                 | Zentrum            | 3.600     |
| 02                 | Kirchberg          | 3.011     |
| Kernstadt gesamt   | Kernstadt gesamt   | 6.611     |
| Amtl. Num.         | Ortsbezirke        | Einwohner |
| 03                 | Melkerei           | 1.313     |
| 04                 | Atzel              | 312       |
| 05                 | Breitenwald        | 232       |
| 06                 | Am Rothenborn      | 150       |
| 07                 | Bildschacherhof    | 93        |
| 08                 | Kahlenberg         | 85        |
| 09                 | Harzofen           | 15        |
| Ortsbezirke gesamt | Ortsbezirke gesamt | 2.200     |
| Stadt Insgesamt    | Stadt Insgesamt    | 8.811     |

(Einwohnerstand: 31. Dezember 2017)

### Klima
Jährlich fallen etwa 886 mm Niederschlag.

## Geschichte

### Frühzeit und Mittelalter
Früheste Spuren ständiger Besiedlung auf der Gemarkung Landstuhls sind die Steinkranzgräber aus der La-Tène-Zeit (500 v. Chr. bis Christi Geburt). Aus der Zeit der Kelten stammt der Heidenfels, ein Quellheiligtum zwischen Landstuhl und Kindsbach, das noch bis in die römische Zeit von der gallorömischen Provinzbevölkerung aufgesucht wurde.
Nachgewiesen und erforscht wurde ein Gräberfeld auf dem Gebiet der Römersiedlung, dessen Nutzung vom 1. bis gegen Ende des 4. Jahrhunderts Münzfunde belegen.
Der Königshof Nannenstul wurde zusammen mit dem Königshof Lutera (Lautern) um das Jahr 850 im Lorscher Reichsurbar erstmals urkundlich erwähnt. Um 1160 ließ Kaiser Barbarossa auf dem Berg südlich der Stadt die Burg Nanstein errichten. Die gesamte Ortschaft wurde mit einer Ringmauer umbaut, die die Burg Nanstein, den Ort und das Bürglin einbezog. Im Jahr 1326 wurde Landstuhl erstmals in einer Urkunde als Stadt genannt.

### Neuzeit

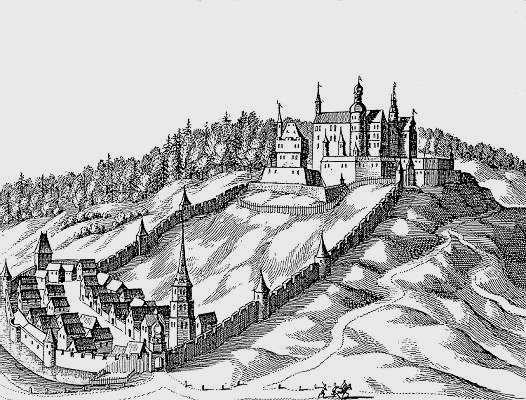
Ansicht nach Matthäus Merian um 1645

Nach verschiedenen Inhabern kam Landstuhl Ende des 15. Jahrhunderts an das Geschlecht der von Sickingen als Teil der Herrschaft Landstuhl, die bis Ende des 18. Jahrhunderts existierte. Das bekannteste Mitglied dieser Familie war Franz von Sickingen. Er musste sich nach seiner Niederlage beim Pfälzischen Ritteraufstand auf die Burg Nanstein zurückziehen, wo er bei der Belagerung durch den Erzbischof von Trier, den Pfalzgrafen bei Rhein sowie den Landgrafen von Hessen beim Beschuss der Wehrbauten schwer verwundet wurde und am 7. Mai 1523 seinen Verletzungen erlag.
Von 1798 bis 1814, als die Pfalz Teil der Französischen Republik (bis 1804) und anschließend Teil des Napoleonischen Kaiserreichs war, war Landstuhl Sitz des gleichnamigen Kantons sowie der gleichnamigen Mairie, die zusätzlich Bann und Kindsbach umfasste. Im selben Jahr wurde der Ort Österreich zugeschlagen. Anschließend wechselte der Ort in das Königreich Bayern. Von 1818 bis 1862 war Landstuhl Bestandteil des Landkommissariats Homburg, das 1862 in ein Bezirksamt umgewandelt wurde.
Da ein Teil des Bezirksamts – einschließlich Homburg selbst – 1920 dem neu geschaffenen Saargebiet zugeschlagen wurde, wechselte die Stadt ins neu geschaffene Bezirksamt Kaiserslautern und war bis 1938 Sitz einer Bezirksamtsaußenstelle. Ab 1939 war Landstuhl Sitz des Landkreises Kaiserslautern. Nach dem Zweiten Weltkrieg wurde Landstuhl innerhalb der französischen Besatzungszone Teil des damals neu gebildeten Landes Rheinland-Pfalz. Im Zuge der ersten rheinland-pfälzischen Verwaltungsreform wurde die Stadt 1972 Sitz der gleichnamigen Verbandsgemeinde. Den Namensbestandteil „Sickingenstadt“ trägt die Stadt seit dem 14. Juli 1995.

### Einwohnerentwicklung
Die Entwicklung der Einwohnerzahl von Landstuhl, die Werte von 1871 bis 1987 beruhen auf Volkszählungen:
| Landstuhl: Einwohnerzahlen von 1815 bis 2023 | Landstuhl: Einwohnerzahlen von 1815 bis 2023 | Landstuhl: Einwohnerzahlen von 1815 bis 2023 | Landstuhl: Einwohnerzahlen von 1815 bis 2023 | Landstuhl: Einwohnerzahlen von 1815 bis 2023 |
| -------------------------------------------- | -------------------------------------------- | -------------------------------------------- | -------------------------------------------- | -------------------------------------------- |
| Jahr                                         |                                              |                                              |                                              | Einwohner                                    |
| 1815                                         | 1815                                         |                                              | 950                                          | 950                                          |
| 1835                                         | 1835                                         |                                              | 1.907                                        | 1.907                                        |
| 1871                                         | 1871                                         |                                              | 3.032                                        | 3.032                                        |
| 1905                                         | 1905                                         |                                              | 4.444                                        | 4.444                                        |
| 1939                                         | 1939                                         |                                              | 7.411                                        | 7.411                                        |
| 1950                                         | 1950                                         |                                              | 6.903                                        | 6.903                                        |
| 1961                                         | 1961                                         |                                              | 9.210                                        | 9.210                                        |
| 1970                                         | 1970                                         |                                              | 9.104                                        | 9.104                                        |
| 1987                                         | 1987                                         |                                              | 8.177                                        | 8.177                                        |
| 2005                                         | 2005                                         |                                              | 8.997                                        | 8.997                                        |
| 2015                                         | 2015                                         |                                              | 8.819                                        | 8.819                                        |
| 2018                                         | 2018                                         |                                              | 8.870                                        | 8.870                                        |
| 2023                                         | 2023                                         |                                              | 8.305                                        | 8.305                                        |
|                                              |                                              |                                              |                                              |                                              |

### Konfessionsstatistik
Jahresende 2012 waren 45,1 % der Einwohner katholisch und 27,8 % evangelisch. Die übrige 27,1 % gehörten einer anderen Glaubensgemeinschaft an oder waren konfessionslos. Der Anteil der evangelischen und katholischen Kirchenmitglieder an der Gesamtbevölkerung ist seitdem gesunken. Ende Juni 2025 hatten 32,2 % der Einwohner die katholische und 21,6 % die evangelische Konfession. 46,2 % gehörten entweder einer anderen Glaubensgemeinschaft an oder waren konfessionslos.

### Judentum
Die einst vor Ort ansässige jüdische Gemeinde besaß eine Synagoge, deren Inneneinrichtung 1938 den Novemberpogromen zum Opfer fiel; ihre Mitglieder wurden bis 1896 in Herschberg begraben.

## Politik

### Stadtrat
Der Stadtrat in Landstuhl besteht aus 24 Ratsmitgliedern, die bei der Kommunalwahl am 9. Juni 2024 in einer personalisierten Verhältniswahl gewählt wurden, und dem ehrenamtlichen Stadtbürgermeister als Vorsitzendem.
Die Sitzverteilung im Stadtrat:
| Wahl | SPD | CDU | FDP | FWG | Linke | Gesamt   |
| ---- | --- | --- | --- | --- | ----- | -------- |
| 2024 | 4   | 14  | 1   | 5   | –     | 24 Sitze |
| 2019 | 8   | 12  | –   | 3   | 1     | 24 Sitze |
| 2014 | 11  | 13  | –   | –   | –     | 24 Sitze |
| 2009 | 6   | 13  | 3   | 2   | –     | 24 Sitze |
| 2004 | 5   | 15  | 1   | 3   | –     | 24 Sitze |

### Bürgermeister
Mattia De Fazio (CDU) wurde am 27. August 2024 Stadtbürgermeister von Landstuhl. Bei der Direktwahl am 9. Juni 2024 hatte er sich bei einer Wahlbeteiligung von 57,8 % mit einem Stimmenanteil von 70,4 % gegen einen Mitbewerber von der FWG durchgesetzt.
De Fazios Vorgänger Ralf Hersina (SPD) hatte das Amt seit 2014 ausgeübt und kandidierte bei der Direktwahl 2024 nicht erneut als Stadtbürgermeister.

### Wappen
| Wappen von Landstuhl | Blasonierung: „In Gold eine schwarze Zinnentoranlage mit offenem roten Fallgitter und zwei Türmen, die oben ein schwarzes Schildchen mit fünf silbernen Bollen 2:1:2 flankieren.“ |
| Wappen von Landstuhl | Das Wappen wurde 1962 vom Mainzer Innenministerium genehmigt und geht zurück auf ein Gerichtssiegel von 1637.                                                                     |

### Partnerstädte
Landstuhl pflegt zwei Städtepartnerschaften:
- Pont-à-Mousson, Frankreich, seit 1967
- Bad Münster am Stein-Ebernburg (Ortsbezirk von Bad Kreuznach), seit 1998

## Sehenswürdigkeiten und Kultur

### Kulturdenkmäler

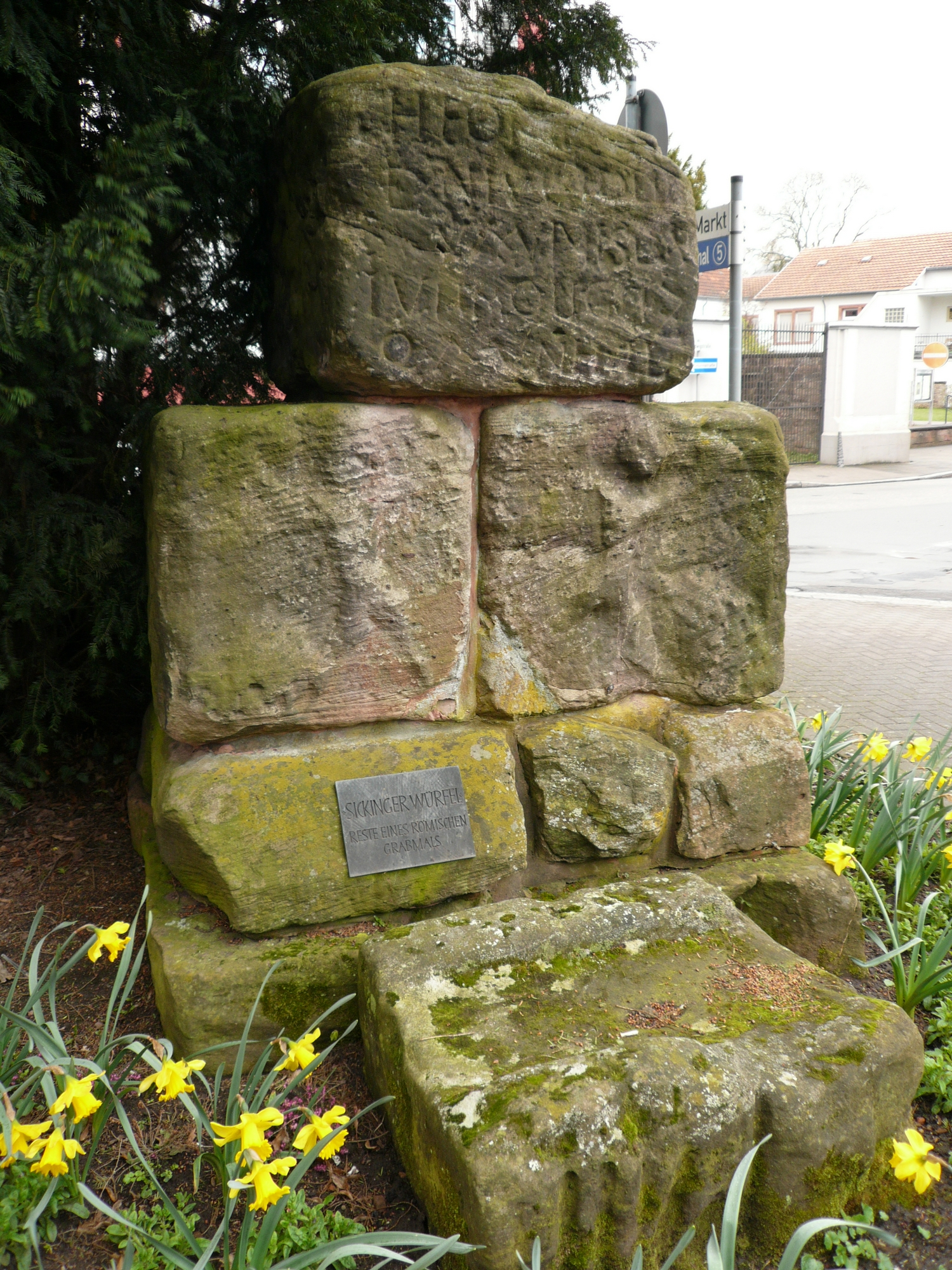
Sickinger Würfel

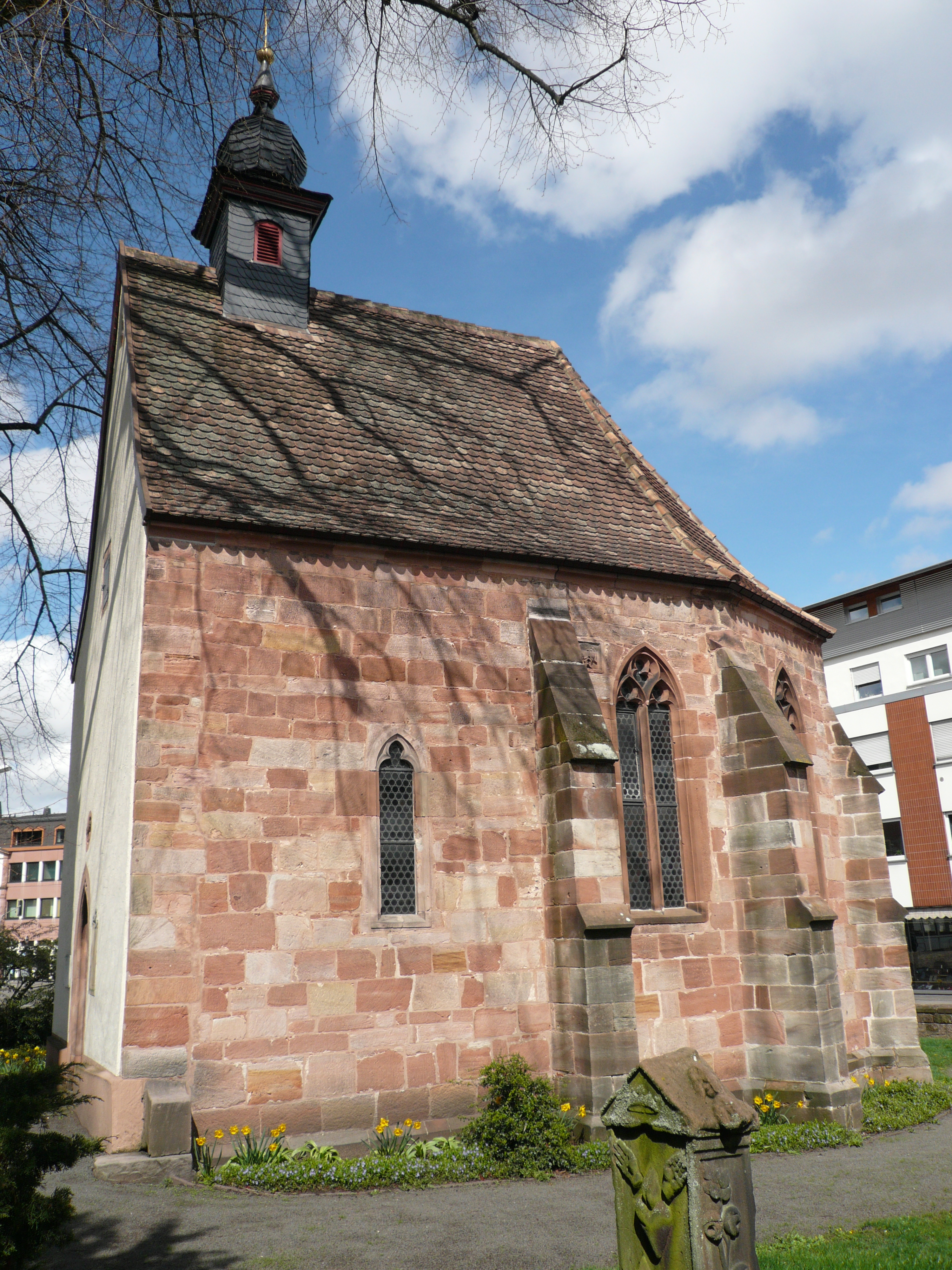
Alte Kapelle

Der Alte Friedhof der im 18. und 19. Jahrhundert genutzt wurde sowie der Jüdische Friedhof sind als Denkmalzone ausgewiesen.
Hinzu kommen zahlreiche Einzelobjekte, die unter Denkmalschutz stehen, darunter folgende Objekte:
Die Burg Nanstein wurde 1689 durch die Franzosen zerstört. Aus römischer Zeit stammen die Sickinger Würfel; bei ihnen handelt es sich um Reste eines Säulengrabmals aus dem 2. Jahrhundert. Die Alte Kapelle ist der noch erhaltene Chor der ehemaligen mittelalterlichen Kirche St. Andreas. Auf dem Kirchberg westlich der Stadt steht der Bismarckturm, der 1900 von dem Industriellen Carl Ferdinand von Stumm-Halberg (1836–1901) gestiftet wurde und eine Höhe von 19 Metern hat. Ebenfalls denkmalgeschützt ist die Villa Benzino.

### Natur
Vor Ort existieren insgesamt sechs Naturdenkmale, darunter die Mammutbäume zwischen Landstuhl und Langwieden. Mit einer Höhe von mehr als 41 Metern und einem Stammdurchmesser von mehr als 2 Metern gehören sie zu den höchsten Bäumen in Rheinland-Pfalz. Sie wurden im Jahr 1868 von dem „Freiherrlich von Stummschen“ Oberförster Schütz angepflanzt.
Außerdem befinden sich die Naturschutzgebiete Moorwiesen-Ringgasser Bruch und Östliche Pfälzer Moorniederung teilweise auf der Gemarkung von Landstuhl.

### Brauchtum und Vereine
Die Stadt beherbergt unter anderem den Fanfarenzug „Sickinger Herolde“ Landstuhl e. V. Zudem existieren der TuS Landstuhl und das Kindertheater Landstuhl, das 2011 den Preis der Emichsburg des Pfälzischen Mundartdichterwettstreits gewann.

## Wirtschaft und Infrastruktur

### Wirtschaft
Die Stadt ist Sitz der VR-Bank Westpfalz, von Imfeld Busverkehr und des Klinikverbundes Nardini Klinikum.
In Landstuhl befindet sich ein Zustellstützpunkt der Deutschen Post, der den gesamten Landkreis Kaiserslautern abdeckt. Außerhalb der Stadt gibt es einen Unternehmenssitz der Unternehmensgruppe Liebherr. Des Weiteren befindet sich in Landstuhl ein Standort der BMW Euler Group, die Marktführer im Bereich Verkauf von Kraftfahrzeugen der BMW in der Region Südwestpfalz ist.
Im Industriegebiet hat die Hornbach Baustoff Union eine Niederlassung. Auch die Haber - Textile Dienste GmbH und Torpedo Gruppe (Torpedo Garage) betreiben einzelne Standorte in Landstuhl.
Teils an der Stadtgrenze liegt das Broadway-Kino. Auch McDonald’s betreibt eine Filiale an der Stadtgrenze zu Ramstein-Miesenbach.

### Verkehr
Schiene

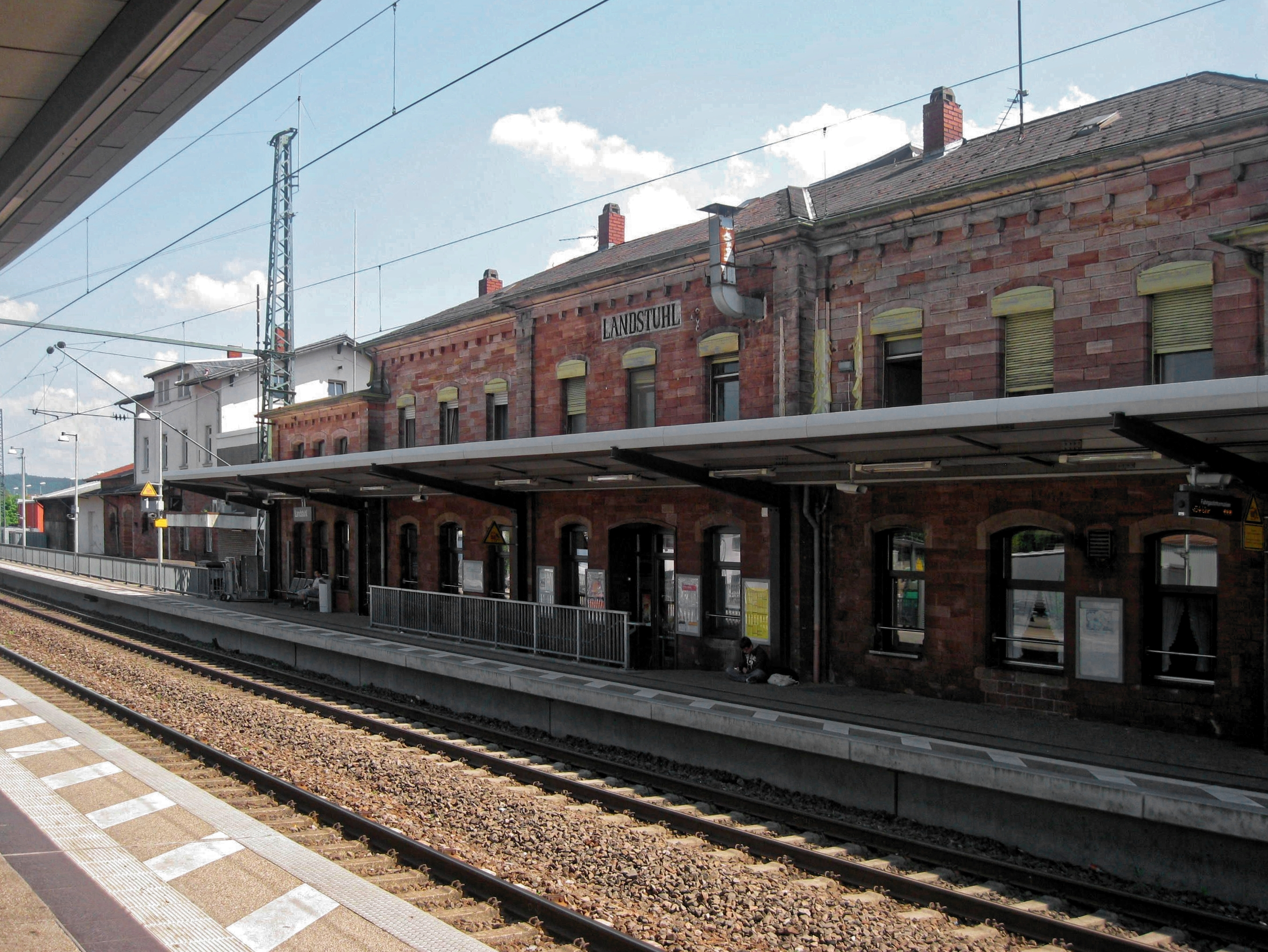
Bahnhof Landstuhl

Im Jahr 1849 wurde die durch die Stadt führende Ludwigsbahn fertiggestellt. Der Öffentliche Nahverkehr ist in den Verkehrsverbund Rhein-Neckar (VRN) integriert. In Landstuhl zweigt die Bahnstrecke nach Kusel von der Bahnstrecke Mannheim–Saarbrücken ab; letztere ging aus der Ludwigsbahn hervor. Intercity halten im Bahnhof Landstuhl nur noch selten, diese wurden im Fahrplanwechsel 2014 weitgehend durch den Regional-Express RE 1 (Mannheim–Koblenz) ersetzt. Am Bahnhof halten unter anderem die Linien S1 und S2 der S-Bahn RheinNeckar.
Straße
Die Landesstraße 363 führt in Nord-Süd-Richtung durch die Stadt und verläuft von Glan-Münchweiler bis nach Steinalben. Die von Napoleon angelegte, in West-Ost-Richtung verlaufende Kaiserstraße ist vor Ort mit der Landesstraße 395 identisch. Die Landesstraßen 465 und 469 führen bis an die saarländische Grenze bei Zweibrücken. Die Landesstraße 470 stellt eine Querachse zu den Landesstraßen 363 und 395 her. Die Kreisstraße 60 führt in die Südliche Richtung bis an die Grenze zum Landkreis Südwestpfalz.
Landstuhl ist durch die A 6 (Saarbrücken – Waidhaus) und A62 an das überregionale Straßennetz angebunden; letztere passiert südlich der Stadt den Hörnchenbergtunnel. In unmittelbarer Nähe des Ortes liegt das Autobahnkreuz Landstuhl-West, das sich bereits auf Gemarkung von Ramstein-Miesenbach befindet. In der Stadt verkehrt der sogenannte Sickingen-Bus, der alle Stadtteile sowie die Innenstadt bedient.

### Tourismus
Viele Wanderwege führen durch den Ort oder nahe vorbei, darunter die Nordroute der Pfälzer Jakobswege. Mitten durch die Stadt führen außerdem der mit einem roten Kreuz markierte Fernwanderweg Franken-Hessen-Kurpfalz und der zu den sogenannten Saar-Rhein Wanderwegen zählende Weg mit der Kennzeichnung Schwarzer Punkt auf weißem Balken. Durch den Südwesten der Gemarkung verläuft ein solcher, der mit einem grün-gelben Kreuz markiert ist. Zudem führt der Sickinger Mühlenradweg durch Landstuhl. Darüber hinaus ist die Stadt nördlicher Endpunkt eines Mühlenwegs, der durch das Wallhalbtal verläuft.

### Gerichte
In Landstuhl gibt es ein Amtsgericht, das zum Landgerichts- und OLG-Bezirk Zweibrücken gehört.

### Behörden
In der Kleinstadt Landstuhl gibt es eine Polizeiinspektion, die dem Polizeipräsidium Westpfalz angehört. Des Weiteren, teils außerhalb gelegen, gibt es Behördensitze der Agentur für Arbeit und des TÜV Rheinland, zudem auch eine Kfz-Zulassungsbehörde, die für den gesamten Landkreis zuständig ist. Im Zentrum ist eine Außenstelle des Finanzamtes Kusel-Landstuhl gelegen.

### Militär

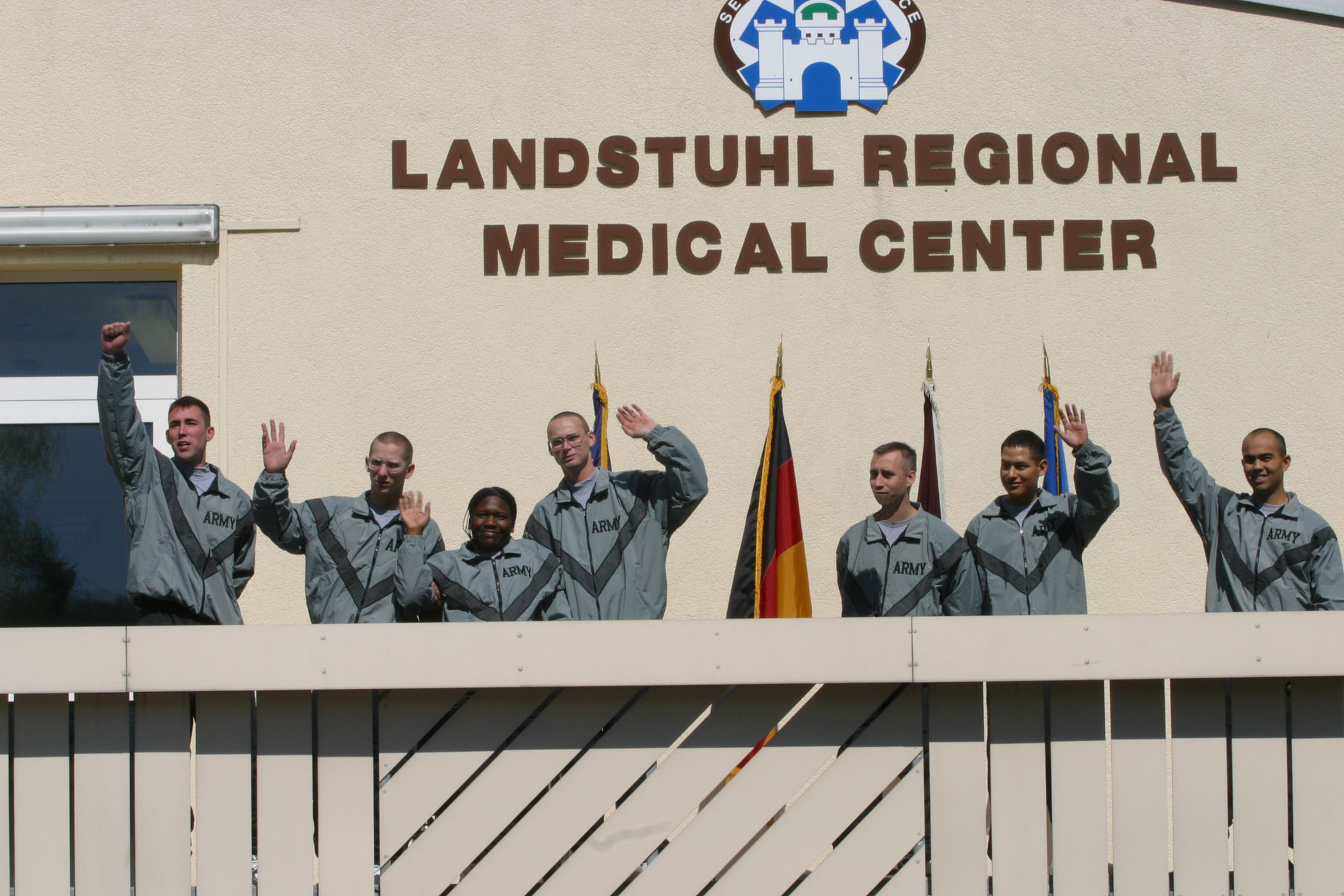
US-Soldaten aus ehemaliger irakischer Kriegsgefangenschaft grüßen vom Balkon des Landstuhl Regional Medical Center im April 2003

Seit 1952 gab es nordöstlich der Stadt den Militärflugplatz Landstuhl Air Base, der Ende 1957 mit der benachbarten Ramstein Air Force Installation unter dem Namen Ramstein-Landstuhl Air Base zusammengelegt und später in Ramstein Air Base umbenannt wurde.
Die Streitkräfte der USA betreiben in Landstuhl oberhalb des eigentlichen Stadtkerns – auf dem Kirchberg – den Militärkrankenhaus-Komplex Landstuhl Regional Medical Center (LRMC) mit Fachkliniken für Verwundungen aller Art. Es ist die größte Einrichtung ihrer Art außerhalb der USA.
Das Medizinzentrum dient u. a. als Einrichtung zur Gesundheitsversorgung der vielen tausend Angehörigen der weitgefächerten Kaiserslautern Military Community. Seit etwa 1991 hat dieses strategische Bedeutung: Bei fast allen militärischen Konflikten außerhalb der USA, beispielsweise in Südosteuropa, dem Nahen und dem Mittleren Osten, ist das Militärkrankenhaus Landstuhl in jüngster Zeit für verwundete Militärangehörige die erste Station auf dem Weg zurück in die Vereinigten Staaten. Bereits im Golfkrieg 1991 sowie während der Einsätze im ehemaligen Jugoslawien (Jugoslawienkriege) wurden Verwundete in Landstuhl stabilisiert, behandelt und gepflegt, bevor sie zur Weiterbehandlung bzw. Nachsorge in die USA geflogen wurden.
Es wurden hier auch Verwundete aus dem Irak (siehe Irakkrieg) und Afghanistan (siehe ISAF) behandelt. Das LRMC und die im Umkreis stationierten Streitkräfte sind Arbeitgeber für viele deutsche Zivilbeschäftigte in einer relativ strukturschwachen Region.
Neben dem Landstuhl Regional Medical Center gibt es in Landstuhl noch die Satellitenkommunikationseinrichtung der US Army auf dem Breitenwald (Sat Comm Site Breitenwald) sowie einen Hubschrauber-Landeplatz (Heliport) ebendort.

### Bildung
Landstuhl verfügt über folgende zehn Schulen mit über 2000 Schülerinnen und Schülern:

#### Allgemeinbildende Schulen
- Grundschule In der Au
- Theodor-Heuss-Grundschule
- Integrierte Gesamtschule Am Nanstein und Realschule plus (Schulzweckverband IGS Landstuhl)
- St. Katharina Realschule
- Sickingen-Gymnasium

#### Berufsbildende Schulen
- Berufsfachschule Landkreis Kaiserslautern
- Private Berufsbildende Schule Haus Nazareth

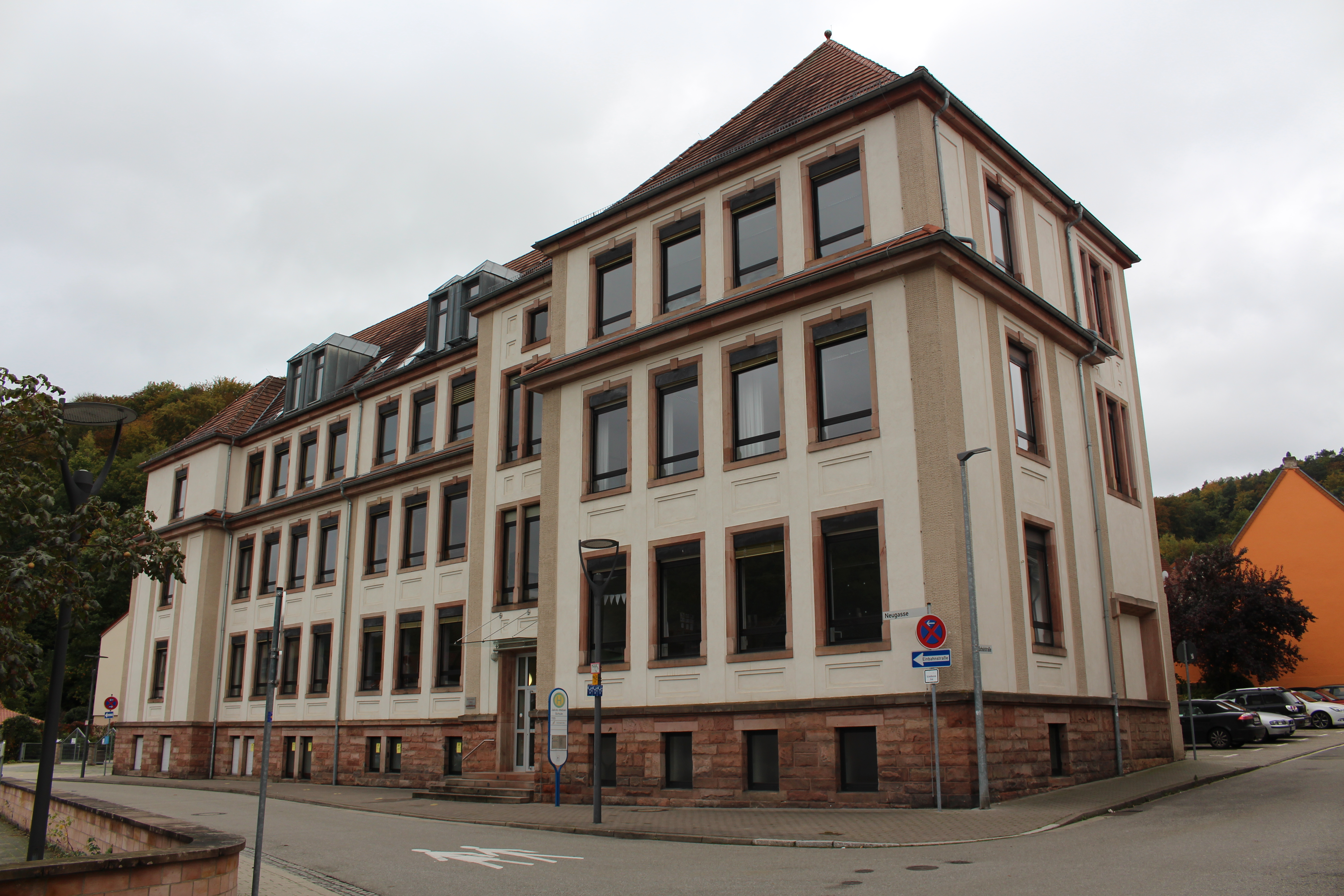
Die Jakob-Weber-Schule an der dortigen Neugasse

- Nikolaus-von-Weis-Schule

#### Sonderschulen
- Jakob-Weber-Schule
- Reha-Westpfalz

Im Jahr 2008 konnte die Sozialpädagogische Fachschule der Diözese Speyer ihr 75-jähriges Jubiläum feiern. Hier werden die beruflichen Ausbildungsbereiche Sozialassistenz, Erziehung, Heilpädagogik und Altenpflege angeboten. Organisatorisch eng verbunden ist die private berufsbildende Schule Haus Nazareth mit hauswirtschaftlich-sozialpflegerischen und wirtschaftskundlichen Ausbildungsgängen. Im wirtschaftlichen Bereich ist auch der Erwerb des schulischen Teils der Fachhochschulreife möglich. Auf fast 50 Jahre kann die katholisch geführte Realschule St. Katharina zurückblicken.
Am Sickingen-Gymnasium, früher noch Lateinschule Landstuhl genannt, wurde schon Ludwig Thoma unterrichtet. Weiterhin befindet sich in Landstuhl ein Außenzweig der Berufsschule Kaiserslautern (u. a. mit dem Fachbereich Pädagogik), die Integrierte Gesamtschule Am Nanstein und Realschule (hervorgegangen aus der staatlichen Konrad-Adenauer-Realschule (KARLA) und der staatlichen Friedrich-Ebert-Hauptschule) sowie die
Jakob-Weber-Sonderschule.

## Persönlichkeiten
Unter den Persönlichkeiten, die zu Ehrenbürgern ernannt wurden, gehört unter anderem der Architekt Rudolf von Perignon.
Im 19. Jahrhundert wurden in Landstuhl unter anderem der Kaufmann und Kunstsammler Joseph Benzino sowie der Kardinal Franziskus von Bettinger geboren.
Bedingt durch das in der Stadt ansässige Landstuhl Regional Medical Center kamen in Landstuhl im 20. Jahrhundert viele US-Amerikaner zur Welt, deren Väter zeitweise in und um Kaiserslautern stationiert waren, darunter der Schauspieler LeVar Burton, der Musiker Rob Thomas, der Basketballspieler Shawn Bradley und die Moderatorin Heather De Lisle.